# Center Line
Center Line város az USA Michigan államában. Lakosainak száma 8552 fő (2020. április 1.).

## Népesség
A település népességének változása:

| 2010 | 8 257 |
| 2020 | 8 552 |